# Micropogonias furnieri
Micropogonias furnieri és una espècie de peix de la família dels esciènids i de l'ordre dels perciformes.

## Morfologia
- Els mascles poden assolir 60 cm de longitud total.[4][5]

## Depredadors
A l'Argentina és depredat per Cynoscion striatus i a la Guaiana per Cynoscion virescens.

## Hàbitat
És un peix de clima subtropical (27°N-36°S, 84°W-34°W) i demersal que viu fins als 60 m de fondària.

## Distribució geogràfica
Es troba a l'oceà Atlàntic occidental: des de les Grans Antilles, Nicaragua i Costa Rica fins a l'Argentina.

## Ús comercial
És important com a aliment per als humans i, ocasionalment, es comercialitza fresc i salat.

## Observacions
És inofensiu per als humans.